# Iglesia de San Pelayo (Arenillas de San Pelayo)
La iglesia de San Pelayo se encuentra ubicada al sur de la localidad de Arenillas de San Pelayo en la comarca Saldaña-Valdavia, en las afueras de la población, dentro de Las Rutas del Románico Palentino.

## Historia
El templo románico, dedicado a San Pelayo es el espléndido resto de lo que fuera monasterio "dotado en 1132 por los familiares de Muño de Saldaña, que lo hicieron libre en 1159; en 1168 paso a los premostratenses de Retuerta". 

En 1573 la abadía quedó suprimida por su mala situación económica, uniéndose a Retuerta como priorato; son también de este siglo las primeras noticias que se tienen sobre un hospital cercano, aunque posiblemente existiese desde el siglo XIV.
 
En el siglo XIX sufrió las consecuencias de la invasión francesa y de la desamortización de Mendizábal de 1846, tras la cual pasó a ser parroquia y se desvinculó de Santa María de Retuerta.
 
Desde 1947 funcionó, por breve tiempo, una preceptoría, un pequeño seminario en el que se cursaba el ingreso y primero de Humanidades para luego pasar al seminario de San Isidoro de León.

Fue declarada Bien de Interés Cultural desde 1978.

## Descripción
A pesar de las sucesivas remodelaciones que ha debido de sufrir desde el inicio de su andadura, este templo conserva un elegante estilo siendo la distribución de sus volúmenes airosa y proporcionada. A ello contribuye el hallarse exento al sureste del caserío. Cumple en la actualidad funciones de iglesia parroquial y cementerio local, que se ubica ante la cabecera del mismo. Lo más destacado de su hechura global son la cabecera y el pórtico. 

### Planta
De estilo románico, siglo XII, su planta es de tipo basilical, de tres naves y tres tramos, rematada por cabecera de tres ábsides semicirculares, menores los laterales. 
Al ser una iglesia monacal en sus orígenes, presenta una Sala Capitular (6) adosada a los pies del templo, que fue redescubierta en el s. XX. 
El templo presenta una orientación poco habitual, casi orientado al Norte (NE10º).
La Nave (2) consta de tres tramos con arcos fajones y formeros de medio punto; con bóveda estrellada en las tres naves, soportada por columnas con basa octogonal en la nave central y columnatas en las laterales. 
Está rematada por un Presbiterio (3) con arcos apuntados en las capillas y Ábside (3) triple semicircular con contrafuertes lisos que alcanzan la cornisa en los ábsides laterales.
La cubierta del ábside se apoya en una cornisa decorada con canecillos lisos.
El templo, salvo la Portada Norte (1), está complemente enfoscado en la actualidad. 

### Ábside

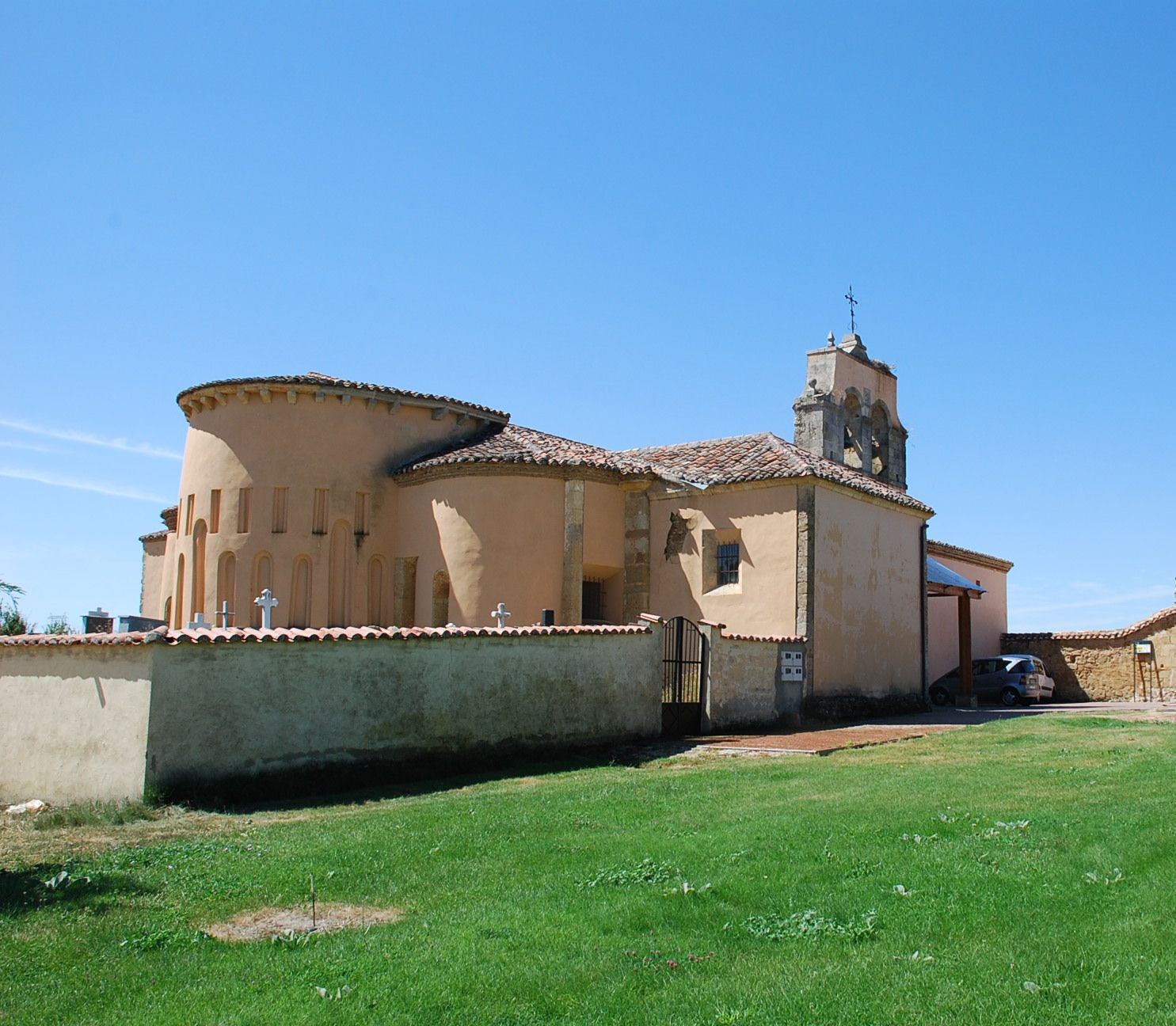
Ábside y cementerio.

La cabecera, se compone de tres ábsides, de mayor altura y proporción el central y a los lados de los menores, sendas capillas añadidas que configuran en conjunto una elegante forma de falso crucero. Toda la cabecera se halla enfoscada protegiendo el ladrillo. El ábside central es liso, a excepción de una banda central que presenta una profusión de elementos decorativos y funcionales entremezclados: A intervalos regulares se disponen tres ventanales alargados, rehundidos y cegados, que en su momento debieron de aportar luz al interior. Entre ellos y en sucesión 1-3-3-1, otros más pequeños en altura de la misma hechura, ciegos desde origen, completan la zona inferior de la decoración. Sobre ella, y a intervalos regulares, 10 vanos ciegos rectangulares y rehundidos con el mismo estilo, se disponen en sucesión 1-4-4-1, separados por la zona superior de los alargados ventanales y tresbolillados con respecto a los elementos inferiores. En época tardía se abrió un gran ventanal cuadrado en el lado norte eliminando algunos de los vanos descritos (dos de los superiores y uno inferior además del ventanal del lado norte).
Una sucesión de canecillos lisos sustentan la cornisa.

### Pórtico Norte

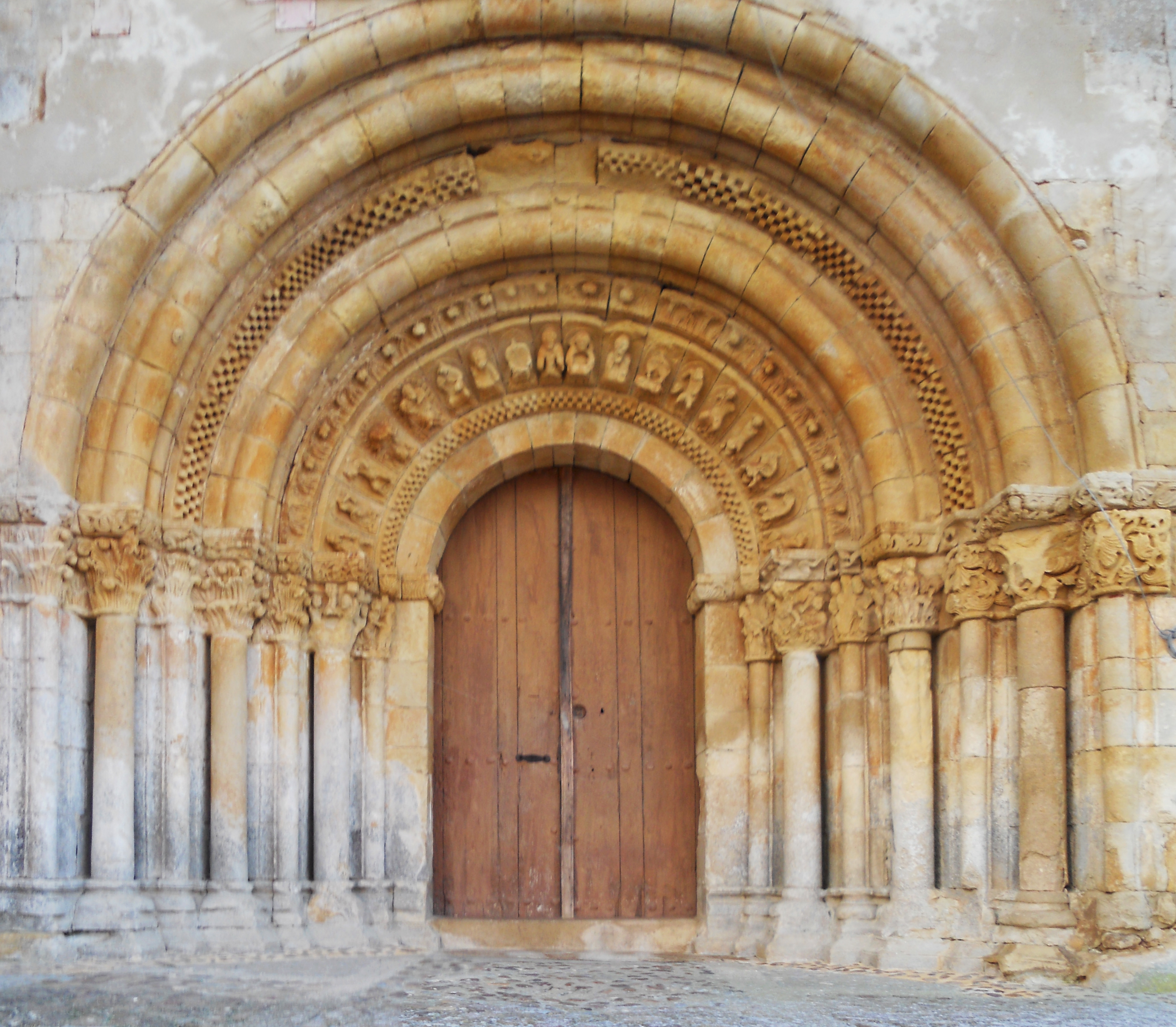
Portada norte de la iglesia de San Pelayo en Arenillas de San Pelayo.

La portada, del s. XIII, notablemente abocinada se compone de siete arquivoltas de medio punto de decoración diversa:
La más interior, fina, es un taqueado jaques de 3 líneas.
La 2.ª, gruesa, muestra en sus dovelas 18 figuras en disposición radial de profetas y abades, además de artesanos, músicos, bailarines, con la conocida figura del músico y la danzarina. etc, en suma, refleja la sociedad de la época 
.
La 3ª, fina, presenta decoración vegetal de acanto.
La 4.ª, baquetón grueso.
La 5.ª, fina, es un taqueado jaques de 4 líneas.
La 6.ª, baquetón grueso.
La exterior, baquetón grueso.
Llaman la atención por lo infrecuente, la cabeza y la figura humanas insertadas en las dovelas 3 y 6 de la 6.ª arquivolta, que algunos autores consideran representan a los constructores del templo ya que la de la 6 porta una herramienta típica de los canteros.
Todas ellas apoyan sobre columnas alternadas, 3 gruesas y 4 más finas a modo de intercolumnios, mediante una imposta con motivos vegetales que incluye los cimacios de los capiteles; de ellos los cuatro izquierdos y los tres a la dcha. exteriores con decoración vegetal (acanto); los 6 más interiores, historiados con iconografía bíblica, algunos de ellos en bastante mal estado de conservación, que impide identificar el tema con exactitud.

### Sepulcros

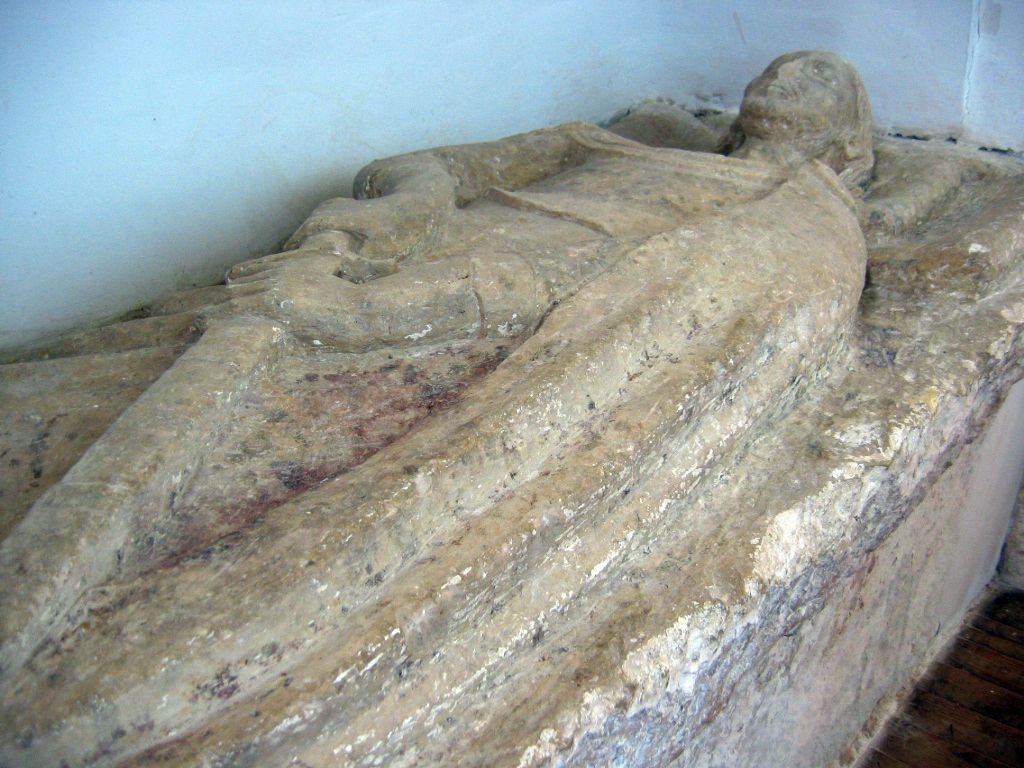
Sepulcro del fundador del monasterio

El sepulcro de una de las familiares de Muño de Saldaña fundadora de la Iglesia de San Pelayo, se encuentra en el ábside derecho de la Iglesia, en uno de los laterales del presbiterio del altar central y en sendas hornacinas de medio punto junto al del Fundador del monasterio, quien presumiblemente sería su esposo. El sarcófago está decorado en su cubierta con la escultura yacente de su propietaria. Ella en el lado del evangelio, bajo un arco apuntado torreado al exterior y con manzana en la diestra. Él, con la cabeza sobre almohada, actitud de desenvainar la espada, piernas cruzadas, espuelas y su perro a los pies.

### Marcas de cantería

Aprox. a la planta de la Iglesia.
Leyenda de la imagen
1. Pórtico Norte; entrada al templo.
2. Nave.
3. Altar Mayor y Ábside.
4. Sacristías.
5. Pila bautismal.
6. Sala capitular.
7. Marcas de cantería.
Marcas de cantería.

Se han identificado un total de 12 marcas de 7 tipos diferentes situadas en el exterior del templo.

Catálogo de marcas de cantería. Ver Planta.

| Zona          | Tramo | Marcas | Tipos | Graffiti | Inscripción |
| ------------- | ----- | ------ | ----- | -------- | ----------- |
| Pórtico Norte |       | 10     | 5     |          |             |
| Otros         |       | 2      | 2     |          |             |